# Etióp-magasföld

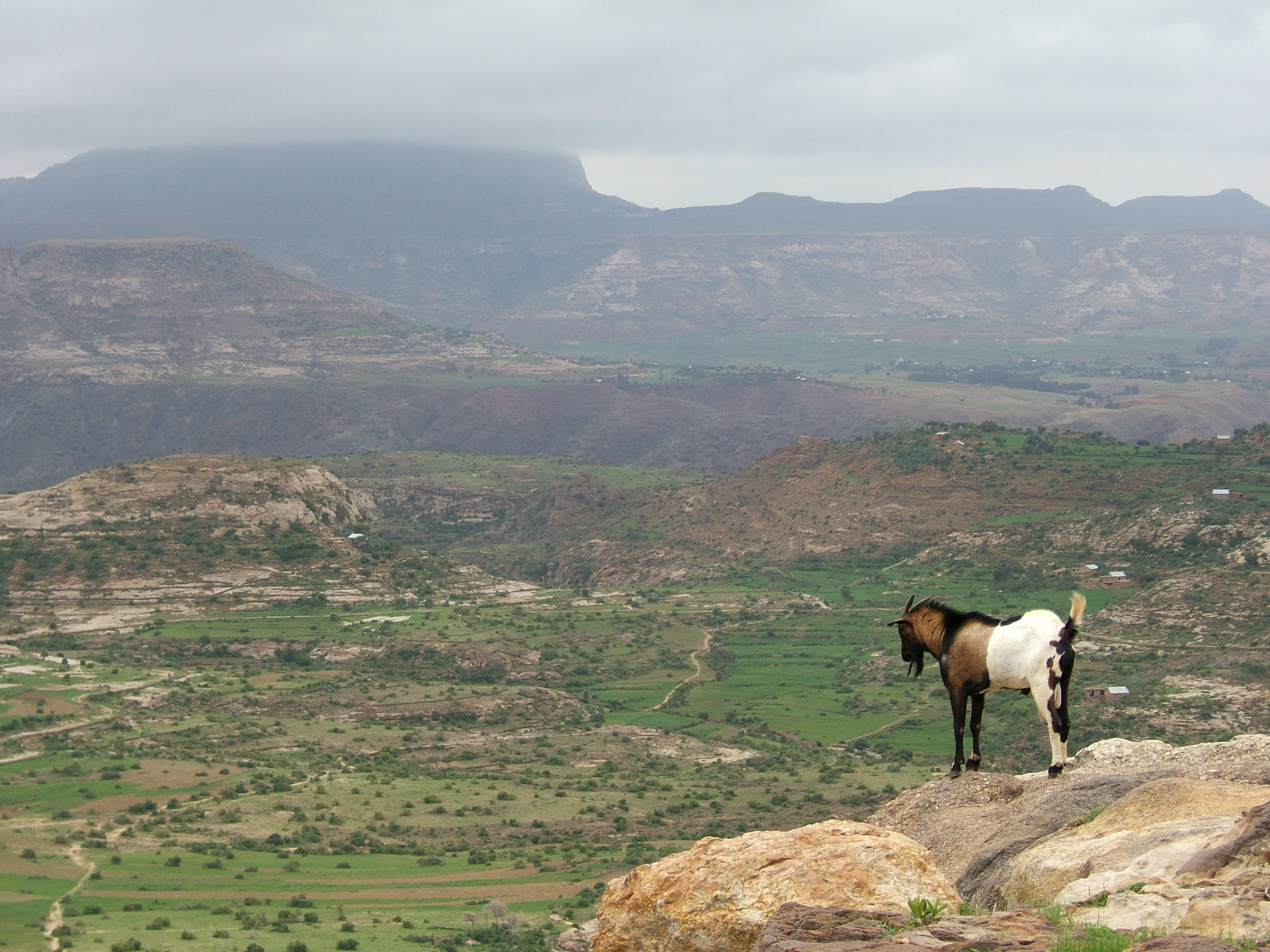
Az Etióp-magasföld, Akszúm (Tigray) környékén

Az Etióp-magasföld egy a környezetéből szigetszerűen kiemelkedő bazaltfennsík, Északkelet-Afrika egyik tájegysége. A fennsík elenyésző területe fekszik csak 1500 méter alatt, míg legmagasabb csúcsai meghaladják a 4500 métert. Ez Afrika legnagyobb területű ilyen magasságú fennsíkja, ezért Afrika tetejének is nevezik.

## Elhelyezkedés
Az Etióp-magasföld Etiópia, Eritrea és Szomália területén található. Északkeleten az Eritreai-törés mentén meredek, 1000 méteres fallal szakad le az Afar-medencére, keleten az Avas (Abesszín)-árok, nyugaton pedig a Felső-Nílus medencéje határolja.

## Kialakulása
Az előidőben keletkezett kristályos kőzetek képezik a táj aljzatát, amit középidei üledékek (az adigráti sorozat tagjai: homok-, agyag- és mészkőrétegek) fedtek be. Ezek azonban csak a legmélyebb folyóvölgyekben láthatóak a felszínen, a harmadidőszakban ugyanis a Nagy-hasadékvölgy kialakulásához kapcsolódóan kb. 30 millió évvel ezelőttől több mint 2000 méter vastag bazaltláva és -tufa takaró fedte be az egész területet. A vulkáni tevékenység néhol napjainkig tart (pl. Erta Ale tűzhányó). A későbbi szerkezeti mozgások mentén a bazalttakaró bizonyos területei a magasba emelkedtek (Rász-Dasen 4620 m), míg máshol 1500-2000 méter közötti medencékké süllyedtek. A folyók a szerkezeti mozgások által kijelölt völgyeket tovább mélyítették, a közlekedést megnehezítő hatalmas szurdokokat vágva a bazaltba (pl. Kék-Nílus).

## Éghajlata és növényzete
Az Etióp-magasföldön a függőleges övezetességnek köszönhetően három, egymástól jól elkülönülő magassági öv alakult ki (kivéve a keleti és az északi lejtőket, ahol a közeli sivatagok hatására nagyobb a szárazság).
1. Kolla (1800 méterig): forró éghajlat (minden hónap havi középhőmérséklete meghaladja a 20 °C-ot), de jelentős (1500 mm) csapadék jellemzi, melynek fele június-augusztusban esik. Természetes növényzete délen és nyugaton az esőerdő, a szárazabb északi területeken szavanna. Ebből az övből származik a kávécserje (Coffea arabica).
2. Vojna-dega (jelentése: „szőlőföld”, 1800–2500 m): Itt él Etiópia lakosságának 90%-a. A hőmérséklet évi járása kiegyenlítettebb, az évi közepes hőingás 7 °C. Addisz-Abeba évi középhőmérséklete 16 °C, leghidegebb az esős június (14 °C), legmelegebb a március (18 °C). Jelentős viszont a napi hőingás: nappal 30 °C feletti, éjszaka 5-10 °C körüli hőmérsékletek jellemzőek. Az évi csapadék 1200–1300 mm, aminek több mint fele júliusban és augusztusban hullik. Természetes növényzete a ligetes vagy füves szavanna, de a legtöbb helyen ezt kiirtották és a területet mezőgazdasági művelés alá vonták.
3. Dega (2500 méter felett): az évi középhőmérséklet 10 °C alatt marad, a legmelegebb március-májusi hónapokban sem haladja meg a 16 °C-ot. Minden hónapban előfordulhatnak fagyok, és télen havazik, ami 4000 méter felett egész évben megmarad. Az erdőket jórészt kiirtották, a réteken legeltető állattenyésztés folyik.